# میدان تصادفی
یک میدان تصادفی عمومی سازی شده یک فرایند تصادفی است؛ که دیگر پارامتر زیرین نیازی نیست زمان ساده حقیقی یا مقدار صحیح باشد؛ و می‌تواند بردارهای چند بعدی و خمینه‌ها را بپذیرد
در ابتدایی‌ترین حالت گسسته، یک میدان تصادفی یک لیست از اعداد تصادفی است که به صورت گسسته به نقاطی در فضا اشاره می‌کنند. (به عنوان مثال فضای اقلیدسی چندبعدی). هنگامی که در علوم طبیعی- استفاده می‌شود؛ داده‌های تصادفی اغلب در فضا از یک یا چندین مسیر با هم مرتبط هستند. این بدین معنی است که در ابتدایی‌ترین شکل ممکن داده‌های مجاور یا نزدیک به هم (به عنوان مثال داده‌هایی با شاخص‌های متشابه) تفاوت بیشتری در فضای تصادفی از داده‌های غیر مجاور دارند. این یک مثال از ساختمان کوواریانس است؛ که می‌تواند داده‌های متفاوت را در یک فضای تصادفی مدل‌سازی کرد. به صورت پیشرفته‌تر داده‌ها می‌توانند در یک دامنه پیوسته تعریف شوند و فضای تصادفی را مانند یک تابع داده‌ای تصادفی شکل دهند.

## تعریف و مثال
با توجه به فضای احتمالاتی {\displaystyle (\Omega ,{\mathcal {F}},P)}
یک فضای تصادفی X-ارزشی یک مجموعه از داده‌های تصادفی X-ارزشی است که در فضای توپولوژی T قرار گرفته‌اند پس فضای تصادفی F یک مجموعه است
{\displaystyle \{F_{t}:t\in T\}}
که در آن هر {\displaystyle F_{t}} یک متغیر تصادفی X-ارزشی است.
انواع مختلفی از میدان‌های تصادفی وجود دارند. به مانند میدان تصادفی مارکفی (MRF)، میدان تصادفی گیبس(GRF)، میدان تصادفی شرطی(CRF) و میدان تصادفی گوسی. نمایش MRF بدین صورت است:
{\displaystyle P(X_{i}=x_{i}|X_{j}=x_{j},i\neq j)=P(X_{i}=x_{i}|X_{j}=x_{j},j\in \partial _{i}),\,}
برای هر کدام از مقادیر {\displaystyle (x_{j})_{j}}و برای هر {\displaystyle i}، {\displaystyle \partial _{i}} تعیین‌کننده مجموعه‌ای از «همسایه‌ها» از اشاره‌گر {\displaystyle i}. به عبارت دیگر مقدار یک متغیر تصادفی به همسایه‌هایش بستگی دارد. احتمال یک متغیر تصادفی در یک MRF به صورت زیر است:
{\displaystyle P(X_{i}=x_{i}|\partial _{i})={\frac {P(\omega )}{\sum _{\omega '}P(\omega ')}},}
که در آن ω' یک زیر مجموعه از فضای پارامتر Ω است.

## برنامه‌های کاربردی
میدان‌های تصادفی استفاده بسیاری در پژوهش فرایندهای طبیعی به وسیله روش روش مونت کارلو دارند به صورتی که میدان‌های تصادفی به ویژگی‌های مختلفی از فضای طبیعی نزدیکند؛ به مانند نفوذپذیری خاک در مقیاس سطح یا مقاومت بتن در مقیاس سانتی‌متر. نوع دوم از میدان‌های تصادفی که در زنجیره نظریه‌ها به چشم می‌خورند؛ مقادیر وابسته هستند (حرارت، جابجایی، سرعت، شکل، چرخش بدن و سطح نیروهای استرس و …).
استفاده فراتر از میدان‌های تصادفی در نسل گرافیک کامپیوتری است. به خصوص آن‌هایی که قصد تقلید از سطوح طبیعی مانند شبیه‌سازی آب جاری و مدل رقومی ارتفاع را دارند.